# Celano Football Club Marsica

Logo du Celano FC Olimpia

Le Celano Football Club Olimpia est un club de football italien, fondé en 1974. Il est basé à Celano, dans la province de L'Aquila, dans les Abruzzes.

## Historique
Le Celano FC Olimpia devint la principale société sportive de la ville en 1978 après la radiation de tout championnat du Cliternum (fondé en 1918) — qui avait pendu un arbitre sur la traverse du but. Il dispute les championnats de Serie 2 de 1987 à 1991 puis de 2006 à 2008, et du nouveau championnat Ligue Pro Deuxième Division en 2008 et 2009.